# Весмина Шикова
Весмина В. Шикова е българска шахматистка, международен майстор от 1971 г.
Подготвя се под ръководството на Александър Цветков в шахматната школа на ЦСКА София.
През 1969 г. Шикова е републиканска шампионка по шахмат при девойките. През 1972 г. става шампионка на България при жените, като печели допълнителния мач за титлата с Борислава Борисова. От републиканските първенства има още 1 сребърен медал от 1978 г. и 9 бронзови (1968, 1969, 1970, 1971, 1973, 1977, 1982, 1984 и 1985).
Участва на две шахматни олимпиади през 1972 и 1978 г. Изиграва 14 партии (6 победи, 4 равенстви и 4 загуби). През 1972 г. заедно с Антонина Георгиева и Венка Асенова се класират на престижното 4-то място.

## Участия на шахматни олимпиади
| Година | Организатор  | Отбор    | Класиране (отборно) | Дъска         |
| 1972   | Скопие       | България | 4                   | Първа резерва |
| 1978   | Буенос Айрес | България | 7                   | Трета         |